# Nikon D90
Pour les articles homonymes, voir D90.
D80 D7000
Le Nikon D90 est un appareil photographique reflex numérique fabriqué par Nikon. Sorti en septembre 2008, il succède au Nikon D80 et vient s'intercaler dans la gamme entre le D60 et le D300. Il s'agit d'un modèle « expert » ou « avancé », placé entre l'entrée de gamme et les produits professionnels. Nikon a reçu pour ce boîtier le prix TIPA (Technical Image Press Association) du meilleur reflex « avancé » en 2009.

## Caractéristiques
Les améliorations que le D90 apporte par rapport au D80 sont entre autres le capteur CMOS de 12,2 millions de pixels, la fonction Live View (qui permet de cadrer avec l'écran arrière) et la correction automatique des aberrations chromatiques latérales. Le D90 est également le premier reflex à offrir l'enregistrement vidéo, avec la possibilité d'enregistrer en HD 720p, avec le son mono, à 24 images par seconde (pour un maximum de 5 minutes par clip ou 20 minutes pour les résolutions inférieures).
Contrairement aux modèles moins coûteux tels que les D40, D60, D3000 et  D5000, le D90 a un écran arrière LCD haute résolution, ainsi qu'un moteur d'autofocus, ce qui signifie que tous les objectifs autofocus en monture Nikon F peuvent être utilisés en mode autofocus.

### Technique
- Capteur CMOS Nikon 12,2 mégapixel au format Nikon DX.
- Un viseur couvrant 96 % du champ avec un grossissement de 0,94×.
- Processeur d'images Nikon EXPEED.
- Mode D-Movie (720p, avec un son mono 22 kHz).
- Active D-Lighting (4 niveaux et mode auto).
- Correction automatique des aberrations chromatiques latérales pour les JPEG. Les données de correction sont aussi stockées dans les fichiers RAW et utilisées par Nikon Capture, View NX et quelques autres développeurs de fichier RAW.
- Écran 3" ACL avec 0,92 million de pixels et un angle de vue de 170°.
- Visée Live View (activée par un bouton spécifique).
- Mode rafale à 4,5 images par seconde.
- Autofocus Multi-CAM 1000 à 11 points avec suivi 3D.
- Détection des visages en visée Live View.
- Sensibilité allant de 200 à 3200 ISO (100-6400 avec traitement).
- Monture Nikon F, stabilisation par l'objectif.
- Mesure d'exposition au flash avec un système sans fil intégré. Compatibilité : SB-400, SB-600, SB-800, SB-900, R1C1 et constructeurs tierce partie[2],[3]
- Système anti-poussière intégré (vibration du filtre passe-bas).
- Sortie vidéo HDMI
- Formats des photos : JPEG, NEF (RAW Nikon, 12-bit compressé), AVI (Motion JPEG).
- Accumulateur lithium-ion EN-EL3e, 850 vues (CIPA).
- Poids : 0,620 kg (sans batterie), 0,703 kg (avec batterie).

### Accessoires

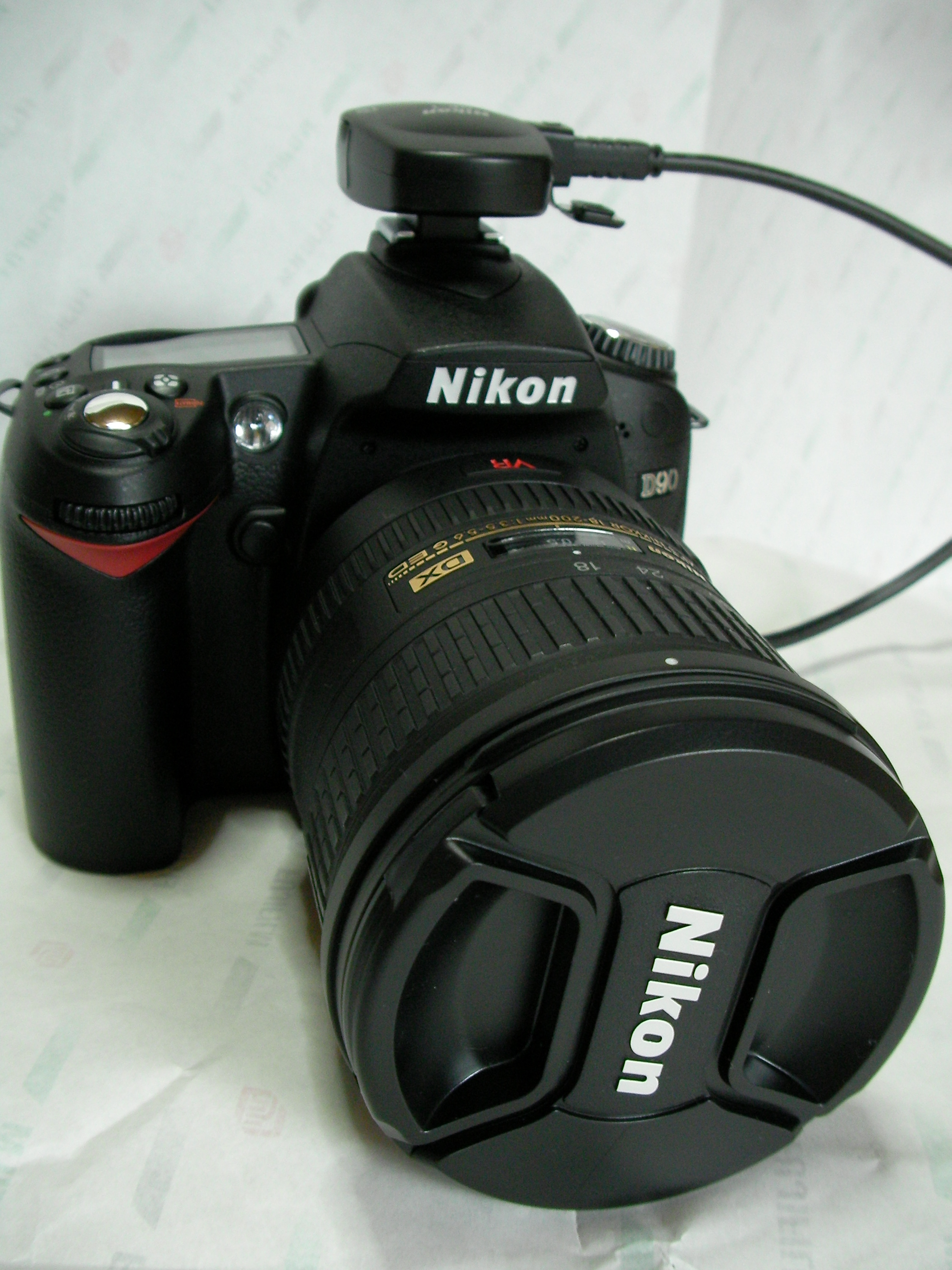
Module GPS GP-1 pour reflex Nikon

- Télécommande à infrarouge ML-L3 et filaire MC-DC2.
- Grip batterie MB-D80.
- Récepteur GPS (pour géotag GPS) GP-1.
- Différents flashes Nikon Speedlight (compatible avec le système de flashes sans-fil Nikon Creative Lighting System).